# Lebedinoje (district Chasanski)
Lebedinoje (Russisch: Лебединое; "zwaan") is een plaats (selo) in de gorodskoje poselenieje van Chasan in het zuiden van het district Chasanski in het uiterste zuidwesten van de Russische kraj Primorje. De plaats werd gesticht in 1958 en telt 20 inwoners (1 januari 2005) en vormt daarmee een van kleinste nederzettingen van het district.

## Geografie
De nederzetting ligt aan het gelijknamige Zwanenmeer (Lebedinoje ozero), een zoutmeer dat gevoed wordt door het riviertje Karasik en 6 kilometer verderop uitmondt in de Posjetbaai via de Lebedinka, Lebednigolf en de Expeditiebocht. Het gehucht ligt aan een weg van 2 kilometer lang naar de rijksweg Razdolnoje - Chasan (A189). De plaats ligt over de weg op 95 kilometer van het districtcentrum Slavjanka en ongeveer 260 kilometer van Vladivostok. De plaats heeft een spoorstation aan de lijn Oessoeriejsk - Chasan.
Bestuurlijk centrum: Slavjanka

Andrejevka · Bamboerovo · Barabasj · Barsovy · Baza Kroeglaja · Bezverchovo · Chasan · Filippovka · Gvozdevo · Kamysjovoje · Kedrovaja · Kraskino · Kravtsovka · Lebedinoje · Majak Bjoesse · Majak Gamova · Narva · Ovtsjinnikovo · Perevoznoje · Pojma · Posjet · Pozjarski · Primorski · Provalovo · Risovaja Pad · Rjazanovka · Romasjka · Sjachtjorskoje · Soechaja Retsjka · Soechanovka · Tsoekanovo · Vitjaz · Zajsanovka · Zanadvorovka · Zaroebino